# 石原伸司
石原 伸司（いしはら しんじ、本名：石毛 義雄、1938年5月25日 – 2018年〈平成30年〉3月6日）は、日本の元作家、元ヤクザ。東京都墨田区出身。「夜回り組長」と呼ばれ度々メディアに登場したが、2017年から翌2018年にかけて強盗殺人や傷害事件を起こし、入水自殺を遂げた。

## 来歴
東京都墨田区東両国生まれ、まもなく空襲を避けるため千葉県習志野市に疎開。父親は闇ブローカーで母親は「かつぎや」（闇屋）をしていた。父親の暴力に耐えかねて12歳で家出、東京の繁華街で浮浪児として過ごし銀座のナイトクラブのホステスに拾われる。ホステスは若かったため、石原を愛人や彼氏ではなく、自らの子供として接した。読み書きはそのホステスに教わったという。
15歳でチンピラ、22歳で暴力団構成員となり、銃刀法違反、傷害など犯罪を重ね、大阪刑務所をはじめ、宮城刑務所、府中刑務所と刑務所で30年近くに渡り服役。
2001年5月、徳島刑務所での服役後、刑務所手記などを発表。また、自身の体験をもとに繁華街で若者の悩みを聞きながら、非行の防止や更生を支援する活動を独自に始めるようになり、「夜回り組長」としてメディアで大きく取り上げられる。テレビ番組への出演や執筆活動をこなし、さらには半生が映画化もされた（黒沢年雄、多田あさみ主演の『逢えてよかった』）。
しかし、その当時交際していた資産家の女性と別れてから生活に困窮するようになり、昔の仲間やマスコミ関係者に借金を申し込んだり自分の服を強引に売りつけるなどトラブルが増え始める。また死後、メディアの取材によって石原が生前語っていた経歴が虚偽のものであった事も判明しており、実際には組を持っていたことも、幹部などの役職に就いたことも無く、引退するまで下っ端の構成員だったという。

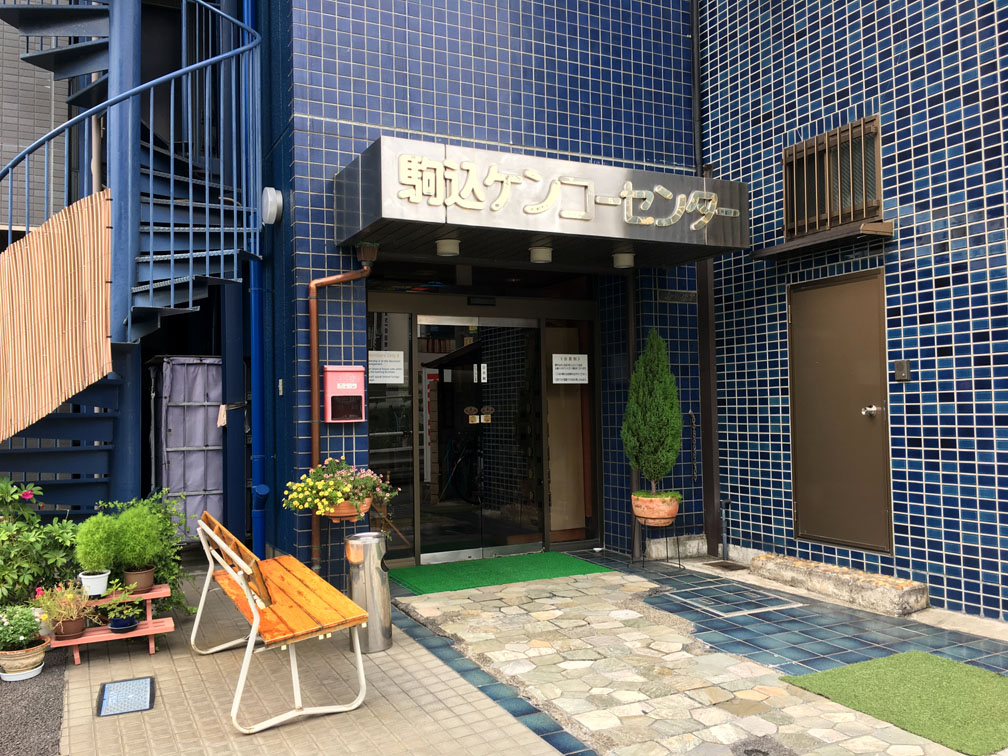
石原が殺人を犯した簡易宿所

2017年10月26日未明、東京都豊島区のサウナ付き簡易宿所において、当時70代の男性利用客を絞殺し、時価100万円相当の腕時計を奪う事件を起こす。翌2018年3月6日夜、今度は墨田区内の公園で男性を刃物で切りつける事件を起こしたのち隅田川に飛び込み、溺死。79歳没。同年4月5日、前年10月に起こした強盗殺人で容疑者死亡のまま書類送検。報道では「職業不詳」とされた。

## 作品

### 著作
- 『獄中結婚・異様なラブレター 前代未聞のワイセツ事件と衝撃の真相!』 恒友出版 2002年01月 ISBN 978-4-7652-2143-6
- 『ヤクザの恋愛術』 幻冬舎 2004年02月 ISBN 978-4-344-00473-3
- 『愛の極致』 幻冬舎アウトロー文庫 2005年08月 ISBN 978-4-344-40693-3
- 『俺が話を聞いてやる』 扶桑社 2006年07月 ISBN 978-4-594-05206-5
- 『ヤクザは女をどう口説くのか』 幻冬舎アウトロー文庫 2006年08月 ISBN 978-4-344-40839-5
- 『歌舞伎町のシャブ女王 覚醒剤に堕ちたアスカの青春』 バジリコ 2007年12月 ISBN 978-4-86238-062-3
- 『ムショの中の怖くてオモロイ人々』 大和書房 2008年08月 ISBN 978-4-479-30193-6
- 『逢えてよかった 夜回り組長にココロを預けた少女たちのホンネ』 産経新聞出版 2008年08月 ISBN 4819110195
- 『本気で叱れば人は目覚める』 アートヴィレッジ 2009年05月31日 ISBN 978-4901053761
- 『夜回り組長のどん底から這い上がる13の掟』 静山社 2011年05月10日 ISBN 978-4863891159

### 原作
- 『まんが夜回り組長 不良少女たちの真実』 一川未宇 (イラスト) ぶんか社 2009年04月 ISBN 978-4821187775
- 『映画 逢えてよかった』 長谷川裕之 (監督) ラインコミュニケーションズ 2010年12月

### 監修
- 『韓国女子刑務所ギャル日記』 あき著 辰巳出版 2012年08月31日 ISBN 978-4777810420

### ドキュメンタリー
- 『実録・ドキュメント 893 夜回り組長 石原伸司』 2009/07/24 GPミュージアムソフト

## メディア出演

### テレビ
- スーパーモーニング（テレビ朝日）
- ゆうどきネットワーク（NHK総合テレビ）
- エチカの鏡〜ココロにキクTV〜（フジテレビ）
- 水曜日のダウンタウン（TBS)

### 映画
- 女神戦隊ヴィーナスファイブ（GPミュージアムソフト、2009年） - 死神ドクターK役